# Salfo Bikienga
Salfo Bikienga, né le 31 décembre 1989, est un coureur cycliste burkinabé.

## Palmarès et résultats

### Palmarès par année
- 2011
  - 5e étape du Tour du Togo
  - 1re étape du Tour du Faso
- 2012
  - 1re étape de l'Ecowas Cycling Tour
  - Grand Prix Onatel
- 2013
  - 9e étape du Tour de Côte d'Ivoire
  - 2e étape de l'Ecowas Cycling Tour
  - 3e du championnat du Burkina Faso sur route
- 2014
  -  Champion du Burkina Faso sur route
  - 1re, 3e, 4e, 5e et 6e étapes du Tour du Bénin
  - Grand Prix des Engagements Nationaux[1]
  - Grand Prix de l'Indépendance[2]
- 2015
  - Grand Prix de l'ASECNA
- 2017
  - 2e étape du Tour du Mali
  - Grand Prix du Quotidien d’Aujourd’hui
  - 3e et 4e étapes du Tour du Bénin
  - Grand Prix de la CEDEAO
- 2018
  - 3e et 6e étapes du Tour du Bénin
  - Grand Prix de l'ASECNA[3]
  - 3e du Tour du Bénin
- 2019
  -  Champion du Burkina Faso sur route

### Classements mondiaux
| Année           | 2012 | 2013 | 2014 | 2015 | 2016 | 2017 | 2018 | 2019 |
| --------------- | ---- | ---- | ---- | ---- | ---- | ---- | ---- | ---- |
| UCI Africa Tour | 53e  | 73e  | 37e  |      |      |      |      | 65e  |